# Naald van Cleopatra
De Naald van Cleopatra is de naam voor een drietal oud-Egyptische obelisken in Londen, New York en Parijs, die in de 19e eeuw door Egypte aan deze steden werden geschonken. De bouwwerken zijn gemaakt van rood graniet en voorzien van hiërogliefen. Hoewel de naam doet vermoeden dat ze verband houden met het rijk van Cleopatra VII, zijn de obelisken oorspronkelijk al in 1450 v.Chr. opgericht, in opdracht van Thoetmosis III. Aanvankelijk stonden ze in Heliopolis.
Het graniet waarvan de obelisken werden gemaakt, is afkomstig uit Aswan. De inscripties op de pilaren zijn er 200 jaar later door Ramses II opgetekend, om zijn militaire overwinningen te memoreren. In de tijd van Cleopatra VII werden de obelisken naar het Caesarium te Alexandrië verplaatst ter ere van Marcus Antonius.

## Londen

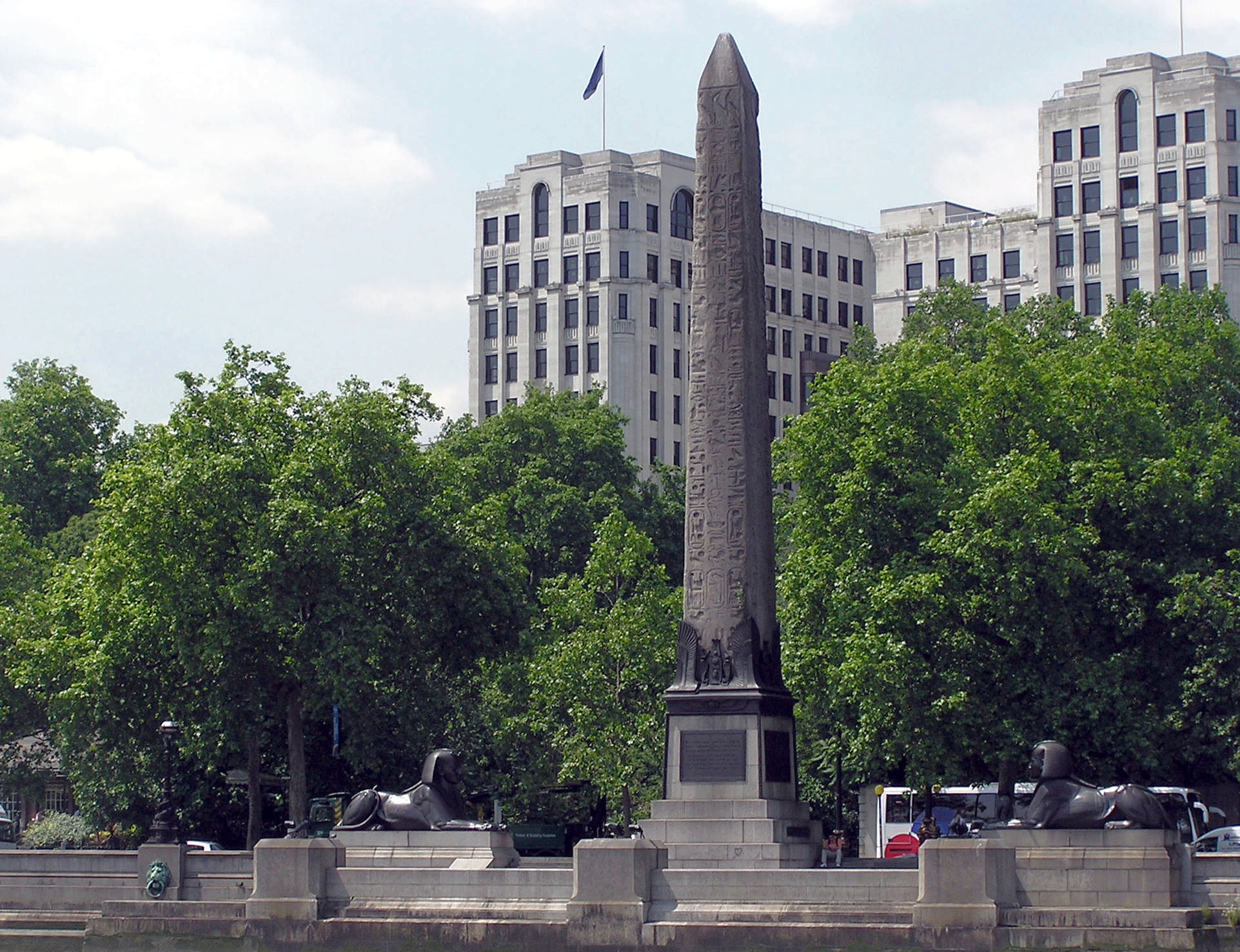
Cleopatra's Naald te Londen

Cleopatra's obelisk in Londen staat in de City of Westminster bij de Hungerford Bridge. In 1819 bood onderkoning Mohammed Ali van Egypte de obelisk aan het Verenigd Koninkrijk aan, nadat Lord Nelson en Sir Ralph Abercromby respectievelijk de Slag op de Nijl en de Slag bij Alexandrië hadden gewonnen. De Engelse regering wilde de obelisk wel in ontvangst nemen, maar was niet bereid de kosten van het transport te betalen. Zodoende bleef de obelisk nog lange tijd in Egypte staan.
In 1877 toonde Sir William James Erasmus Wilson zich bereid de kosten voor het transport (£ 10 000) op zich te nemen. De obelisk werd vervolgens uitgegraven en in een door John Dixon ontworpen ijzeren cilinder gestopt. De cilinder kreeg een mast, een steven, twee kimkielen en een dekhuis, en kreeg de naam Cleopatra. Het ponton Cleopatra zou vervolgens naar Londen gesleept moeten worden met het schip Olga, ware het niet dat de Cleopatra tijdens een storm in de Golf van Biskaje kapseisde. Bij deze scheepsramp kwamen zes mensen om het leven, maar de Cleopatra zelf bleef drijven. Het schip Fitzmaurice schoot te hulp en sleepte de Cleopatra naar Ferrol te Spanje, waar ze werd gerepareerd. Uiteindelijk kwam de obelisk op 21 januari 1878 aan in Gravesend en kon hij in augustus overeind worden gezet op het Victoria Embankment.
De Naald van Cleopatra in Londen wordt geflankeerd door twee quasi-Egyptische, bronzen sfinxen. Deze beelden werden tijdens bombardementen in de Eerste Wereldoorlog zwaar beschadigd. In 2005 werden de sfinxen gerestaureerd.
Normaal gesproken moeten sfinxen een obelisk bewaken en kijken ze van de obelisk af. Bij Cleopatra's obelisk in Londen hebben de bouwers echter een fout gemaakt en kijken de sfinxen naar het beeld toe.

## Parijs

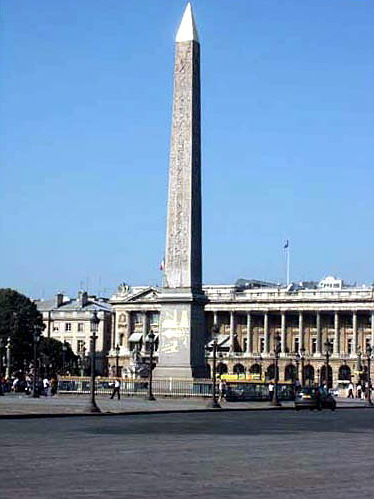
Obelisk op de Place de la Concorde

De Franse Naald van Cleopatra bevindt zich in het centrum van de Place de la Concorde, en behoorde oorspronkelijk toe aan de entree van de Luxortempel. Mohamed Ali, de onderkoning die ook Engeland van een obelisk voorzag, gaf deze Naald van Cleopatra aan Parijs in ruil voor een kleine klokkentoren, die in de citadel van Caïro geplaatst zou worden (en niet bleek te werken).
In opdracht van koning Lodewijk Filips van Frankrijk werd de obelisk in 1833 op de Place de la Concorde geplaatst, geflankeerd door twee door Jacques Hittorff ontworpen fonteinen. Het monument is 22,86 meter hoog en weegt 227 ton. In de obelisk staan hiërogliefen van Farao Ramses II.
Net als in Londen was het transport van het bouwwerk geen makkelijk karwei met de technieken die in de 19e eeuw konden worden gebruikt. Op het voetstuk van de obelisk staan afbeeldingen van de - inmiddels niet meer gebruikte - machines die voor het vervoer werden gebruikt. Op 15 oktober 1836 werd de obelisk door ingenieur Apollinaire Lebas in het bijzijn van 200 000 mensen overeind getakeld. Het duurde daarna nog drie jaar om het monument helemaal recht te krijgen.
De top van de obelisk was al in de Late Periode (6e eeuw v.Chr.) gestolen. In 1998 besloot de Franse regering de naald van een nieuwe, piramidevormige top te voorzien. Deze punt is 3,5 meter hoog en in april en mei 1998 is er een plaatmetalen legering van brons en goud op geplaatst.

## New York

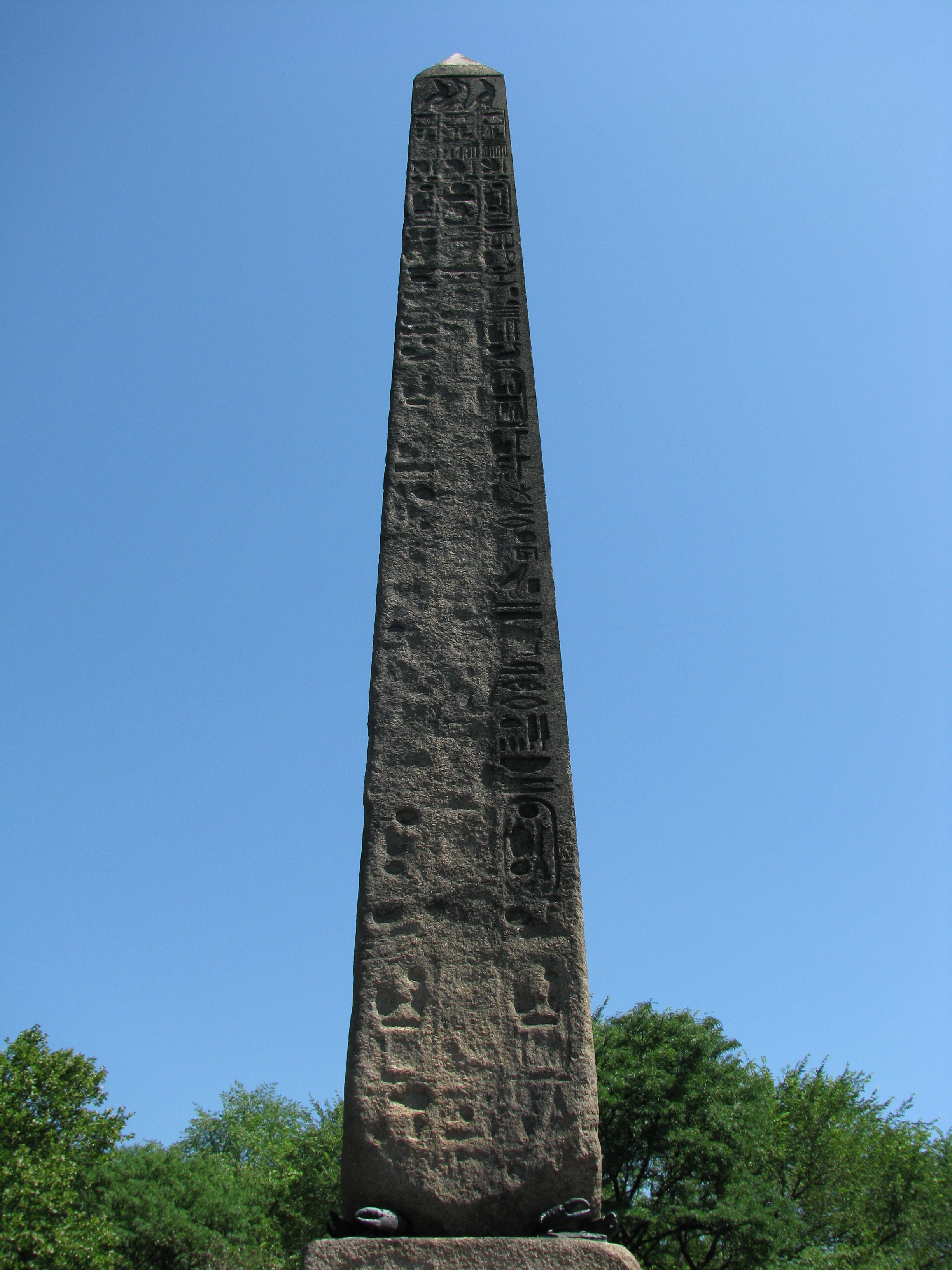
Obelisk in Central Park

In de Verenigde Staten staat de Naald van Cleopatra in het Central Park. Toen in 1869 het Suezkanaal werd geopend, sprak de Egyptische kedive Ismail Pasha voor het eerst over een gift aan Amerika, in de hoop hiermee de handel met het land te verbeteren. Op 18 mei 1879 werd de overdracht van een obelisk per brief bevestigd. De spoorwegmagnaat William Henry Vanderbilt was bereid het project te financieren en zodoende kon aan luitenant Henry Gorringe opdracht worden gegeven om de obelisk naar Amerika te vervoeren.
Het gevaarte - dat 244 ton weegt - werd in vier maanden naar Amerika gevaren. Uiteindelijk werd er over de Fifth Avenue een brug van schragen gebouwd en op deze manier werd de obelisk naar Central Park gebracht. Daar werd hij op een sokkel geplaatst die bestaat uit vier replica's van bronzen krabben uit het Romeinse Rijk.